# Distretto di Chongli
Il distretto di Chongli (崇礼区S, Chónglǐ QūP) è un distretto della Cina, situato nella provincia di Hebei e amministrato dalla prefettura di Zhangjiakou.